# Shellingford
Shellingford is een civil parish in het bestuurlijke gebied Vale of White Horse, in het Engelse graafschap Oxfordshire met 173 inwoners.